# Italiens fodboldforbund
Federazione Italiana Giuoco Calcio (FIGC) også kaldt Federcalcio er Italiens nationale fodboldforbund og dermed det øverste ledelsesorgan for fodbold i landet. Det administrerer fodboldligaen, Coppa Italia og landsholdet og har hovedsæde i Rom.
Forbundet blev grundlagt i 1898 og var både medstifter af FIFA og UEFA.

## Ekstern henvisning
- FIGC.it

| Fodbold | Spire Denne artikel om en fodboldorganisation er en spire som bør udbygges. Du er velkommen til at hjælpe Wikipedia ved at udvide den. |